# Euphyia genurma
Euphyia genurma är en fjärilsart som beskrevs av William Schaus 1901. Euphyia genurma ingår i släktet Euphyia och familjen mätare. Inga underarter finns listade i Catalogue of Life.